# 圖蘭·帕爾
圖蘭·帕爾（Turán Pál，匈牙利語：[ˈturaːn ˈpaːl]；1910年8月18日－1976年9月26日）:271，又稱保羅·圖蘭（Paul Turán），匈牙利數學家，主要研究極值組合。其與艾狄胥·帕爾（同為匈牙利數學家）長期合作，在46年間共同發表28篇論文。

## 生平
1910年8月18日，圖蘭生於布達佩斯的猶太家庭。:271圖蘭和艾狄胥同一時期投稿中學數理期刊（KöMaL）通信解題比賽，兩人皆名列前茅。1933年，圖蘭於皇家匈牙利帕茲馬尼·彼得大學（現羅蘭大學）完成師範學位，並繼續深造，師從費耶爾·利波特，於1935年獲哲學博士。:271
身為猶太人，圖蘭受大學入學限額所限，有幾年無法取得教席。 1940年至44年間，其多次被送入匈牙利勞役團。據稱某個法西斯守衛認出圖蘭，並可能保護了他，因為該守衛是工程師，亦曾參加數學競賽，很欣賞圖蘭的數學研究。
1945年，圖蘭在母校任職副教授，並於1949年升任正教授。:272圖蘭兩次結婚。1939年，他與科博爾·艾迪特（Kóbor Edit）結婚，育有兒子羅伯特（Róbert）。1952年，改為與數學家紹什·韋勞結婚，育有子女利哲爾吉（György）及陶馬什（Tamás）。:20
1976年9月26日，圖蘭在布達佩斯因白血病離世，享年66歲。:8

## 研究
圖蘭主要研究數論，:4同時也有研究分析和圖論，其貢獻舉例如下。

### 數論
1934年，圖蘭簡潔地證明了哈代－拉馬努金定理。該定理最先由哈代和拉馬努金於1917年證明，其斷言正整數{\displaystyle n}的互異質因數個數{\displaystyle \omega (n)}與{\displaystyle \log \log n}很接近，其中{\displaystyle \log }為自然對數。圖蘭利用圖蘭篩，給出了新的簡潔證明。從概率的角度看，他估計了{\displaystyle \omega (n)}離{\displaystyle \log \log n}的方差。豪拉斯·加博爾評論說：「該證明的重要性在於其創始了概率數論。」:16圖蘭－庫比柳斯不等式為上述結果的推廣。:5 :16
圖蘭對質數在等差數列中的分佈感興趣。其稱不同剩餘類中質數分佈參差不齊的情況為「質數賽跑」（英語：prime number race）。:5圖蘭與斯塔尼斯瓦夫·克納波夫斯基合作，證明了有關切比雪夫偏差的結果。圖蘭亦有研究黎曼猜想，並為此發明了冪和法（見下段）。艾狄胥稱圖蘭為不信黎曼猜想的『不信者』、『異教徒』。:3

### 分析
圖蘭在分析方面有不少工作與其數論研究密切相關。此外，其證明了圖蘭不等式，描述不同階數的勒壤得多項式的值的大小，又與艾狄胥合作證明了艾狄胥－圖蘭不等式。

### 圖論
艾狄胥談及圖蘭：「1940年至1941年間，他開創了圖論中的極值問題這個新領域，該領域現為組合學成長最快的分支。」:4弗龍克爾·彼得談及圖蘭「因為是猶大人而被捉進集中營。有紙和筆就能做數學，但在營中甚麼也沒有。所以他創造了甚麼都不需要的組合數學。」
艾狄胥和弗龍克爾提及的領域現稱為極值圖論。圖蘭在該方面最為人熟知的成果為圖蘭定理，其給出頂點數為{\displaystyle n}且無完全子圖{\displaystyle K_{r+1}}的圖的邊數最大值。他構造了圖蘭圖{\displaystyle T_{n,r}}，其為完全二部圖的推廣，且邊數取得上述定理中的最大值。克瓦里－紹什－圖蘭定理給出已知頂點數且無完全二部子圖{\displaystyle K_{t,t}}的二部圖邊數的上界。此外，圖蘭提出了圖蘭磚廠問題，即求完全二部圖的交叉數。

### 冪和法
圖蘭發明冪和法，以研究黎曼猜想。:9–14該方法給出型如
{\displaystyle \max _{\nu =m+1,\dots ,m+n}\left|\sum _{j=1}^{n}b_{j}z_{j}^{\nu }\right|}
的和的下界，因而得名。:319
該方法在解析數論、複分析、數值分析、微分方程、超越數論等方面皆有應用。此外，還適用於估計函數在圓盤內的零點數目。:320

## 著作
- P. Turán編. . Amsterdam: North-Holland Pub. Co. 1970. ISBN 978-0-7204-2037-1 （英语）.
- Paul Turán. . New York: Wiley-Interscience. 1984. ISBN 978-0-471-89255-7 （英语）.本書有關冪和法。[11]
- Paul Erdős編. . Budapest: Akadémiai Kiadó. 1990  [2021-07-16]. ISBN 978-963-05-4298-2. （原始内容存档于2021-06-30） （英语）.[12]

## 榮譽
- 1948年獲選為匈牙利科學院通訊成員（匈牙利語：levelező tag），1953年晉升為正式成員（rendes tag）[1]:272
- 1948年與1952年兩度獲科蘇特獎[1]:272
- 1975年獲鮑耶·亞諾什數學會（英语：János Bolyai Mathematical Society）頒發之塞萊·蒂博爾獎（匈牙利语：Szele Tibor-emlékérem）[1]:272

## 外部鏈結
- 维基共享资源上的相關多媒體資源：圖蘭·帕爾
- 約翰·J·奧康納; 埃德蒙·F·羅伯遜, ,  （英语）
- 倫伊·阿爾弗雷德數學研究院（英语：Alfréd Rényi Institute of Mathematics）圖蘭·帕爾紀念講座